# Komorów (stacja kolejowa)
Komorów – stacja Warszawskiej Kolei Dojazdowej położona przy ul. Marii Dąbrowskiej i Brzozowej w Komorowie (powiat pruszkowski). 
W roku 2022 wymiana pasażerska na przystanku wyniosła 1 500-2 000 osób.
| Linia | Trasa                                                                                             | Takt       |
| ----- | ------------------------------------------------------------------------------------------------- | ---------- |
|       | Warszawa Śródmieście WKD - Pruszków WKD – Komorów – Podkowa Leśna Główna – Grodzisk Maz. Radońska | 15/60 min. |
|       | Warszawa Śródmieście WKD – Pruszków WKD – Komorów – Podkowa Leśna Główna – Milanówek Grudów       | 30/60 min. |

## Opis stacji

### Peron
Stacja składa się z dwóch peronów bocznych leżących naprzeciwko siebie. Każdy peron posiada jedną krawędź peronową.
- Przy peronie 1 zatrzymują się pociągi jadące w kierunku Warszawy
- Przy peronie 2 zatrzymują się pociągi jadące w kierunku Grodziska Mazowieckiego

### Budynek stacyjny
Przy peronie pierwszym znajduje się budynek stacyjny. W budynku zlokalizowana jest kasa biletowa, mała poczekalnia i pomieszczenia dyżurnego ruchu. Do budynku dobudowana jest wiata, która zadasza część peronu pierwszego.

### Przejazd kolejowy
Na zachodniej głowicy peronów, przy wejściu na stację, znajduje się przejazd kolejowy. Łączy on ul. Brzozową z ul. M. Dąbrowskiej. Po jednej stronie drogi znajduje się chodnik dla pieszych.

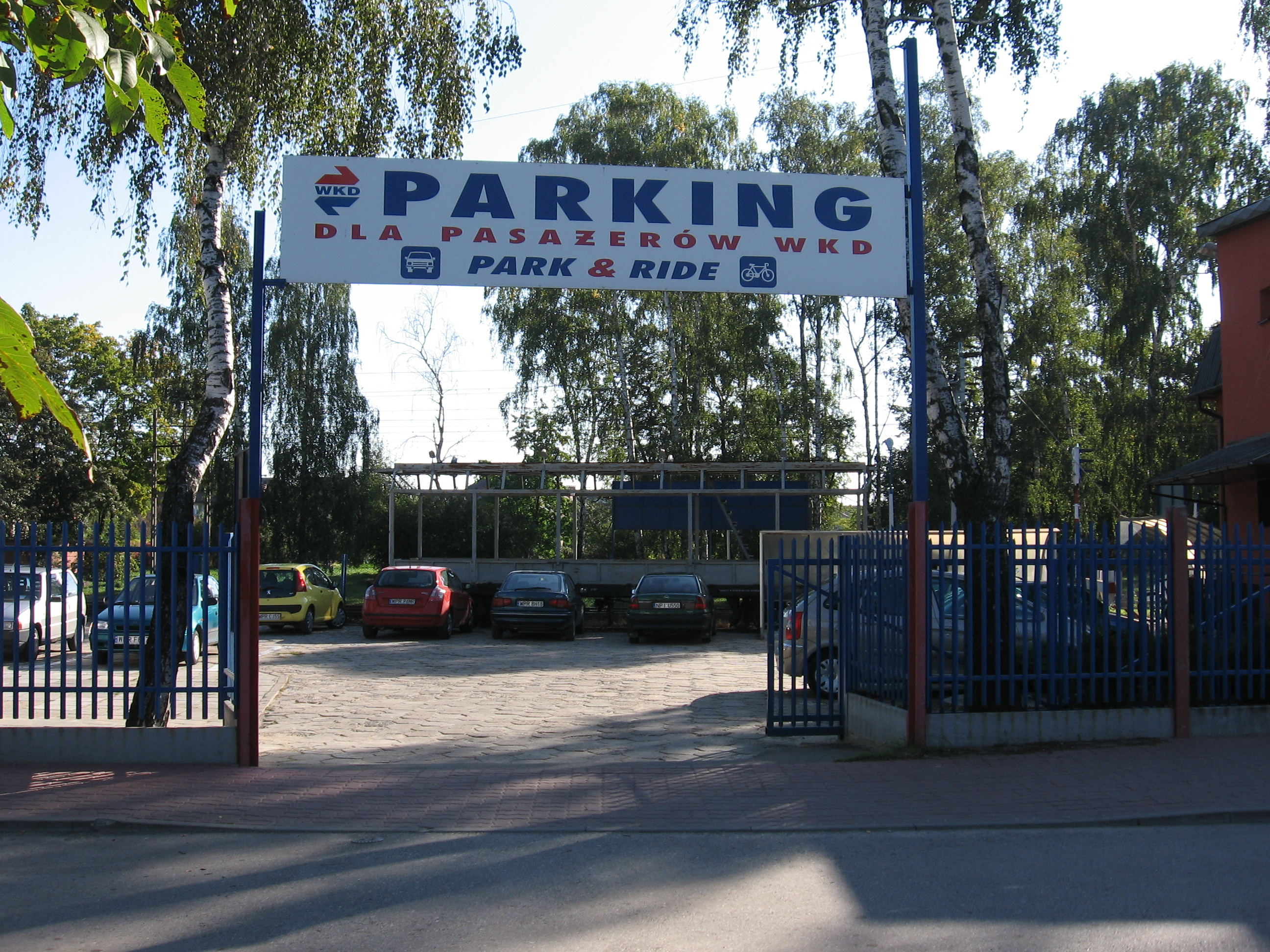
Parking Park&Ride przy stacji Komorów

## Torowisko
Torowisko stacji obejmuje:
- 2 tory przelotowe linii kolejowej nr 47 Warszawa Śródmieście WKD – Grodzisk Mazowiecki Radońska – tory 1. i 2.
- bocznice po stronie północnej toru 2.
- 1 tor linii kolejowej nr 512 Pruszków – Komorów: 
  - 1 bocznica manewrowa (z miejscem postoju drezyny)
  - tor do garażu pogotowia sieciowego
- bocznice pomiędzy torami 1. i 2.
- 2 łącznice toru 1. i 2.

Na stacji znajdują się semafory świetlne.
Ruchem na stacji kieruje nastawnia znajdująca się w budynku stacyjnym.